# Михај Вода (Ђурђу)
Михај Вода (рум. Mihai Vodă) насеље је у Румунији у округу Ђурђу у општини Болинтин Деал. Oпштина се налази на надморској висини од 99 m.

## Становништво
Према подацима из 2002. године у насељу је живело 2078 становника, од којих су сви румунске националности.